# Norma M30
Chronologie des modèles
Duqueine D08
La Norma M30 est une voiture de course fabriquée par le constructeur français Norma Auto Concept et conçue par le cofondateur de la société Norbert Santos pour courir dans la catégorie LMP3. La Norma M30 a remporté la Michelin Le Mans Cup lors de sa première année de compétition avec l'écurie DKR Engineering.

## Historique

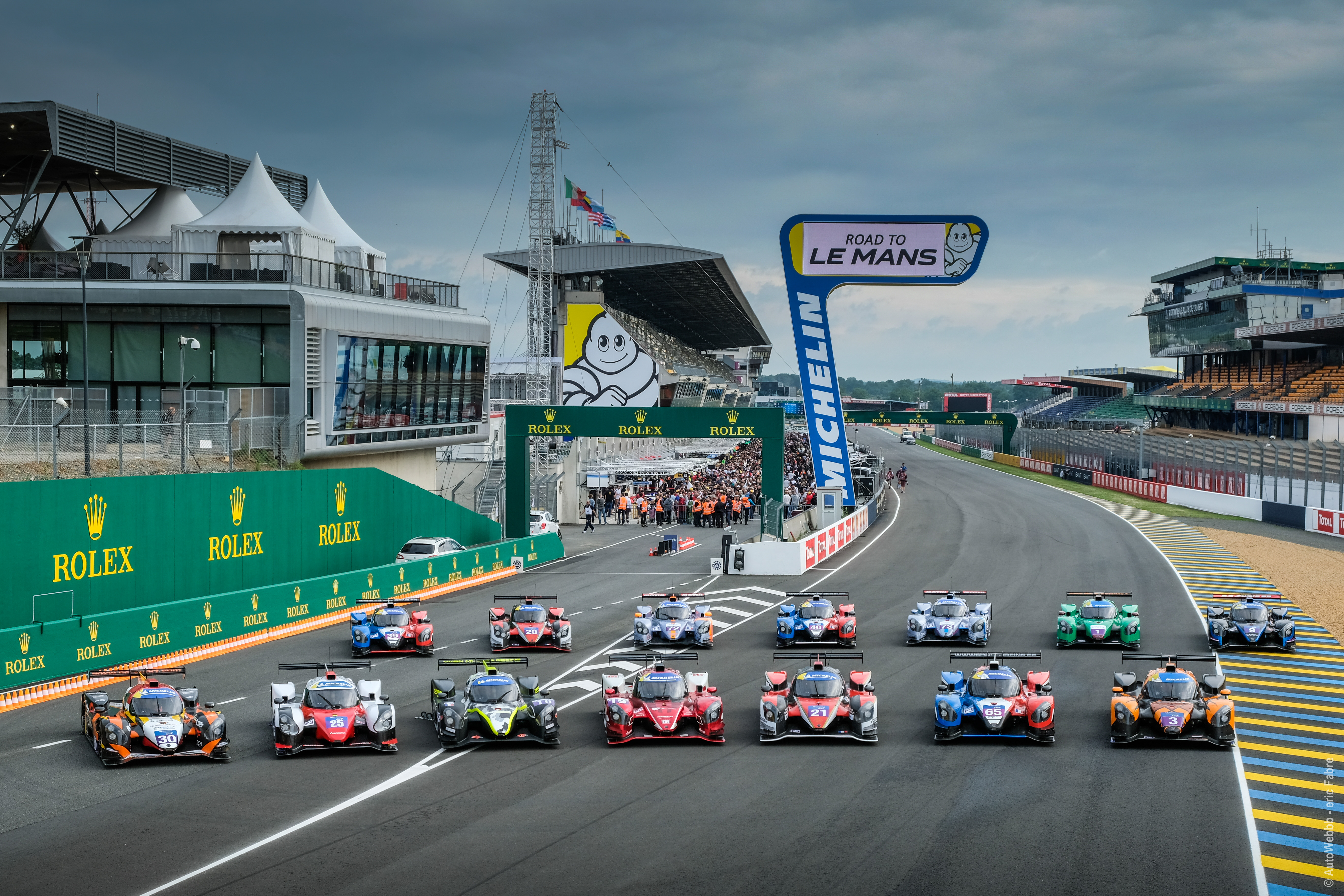
Les NORMA M30 au Mans en 2018.

### Développement
La catégorie LMP3 a été lancée par l'Automobile Club de l'Ouest (ACO) en 2015. Six constructeurs ont été sélectionnés par l'ACO pour construire le châssis de cette catégorie. Outre Norma Auto Concept, ADESS (en), Dome, Ginetta, Ligier et Riley avaient été sélectionnés. Ligier, ADESS (en) et Ginetta ont lancé leurs voitures fin 2015 et 2016. Norma Auto Concept lança son prototype LMP3 en février 2017. Nissan avait été désigné comme fournisseur de moteur unique, le VK50VE qui développe une puissance de 420 ch. Le moteur était auparavant utilisé dans des véhicules routiers tels que l'Infiniti QX70. Romain Dumas a testé la M30 à Nogaro et Pau Arnos,.

### Compétition
Le pilote américain Colin Thompson a été le premier pilote a participer à une compétition officielle avec la Norma M30. Thompson, avec l'écurie Kelly-Moss Road and Race, a rouler avec la voiture sur le Sebring International Raceway durant le week-end des 12 Heures de Sebring. Après une première course difficile, Thompson a terminé à la seconde place lors de la deuxième course. la Norma M30 n a été battue que par la Ligier JS P3 aux mains de Nicolas Jamin.
En Europe, la voiture a participé à l'European Le Mans Series, à la Michelin Le Mans Cup ainsi que d'autres séries nationales. Erwin Creed et Ricky Capo ont remporté les 4 Heures de Monza en 2017 avec la Norma, engagées par le M.Racing - YMR. Pour la Michelin Le Mans Cup, une série de soutien des European Le Mans Series, les Norma M30 LMP3 ont été les plus rapides sur piste. DKR Engineering, avec Jean Glorieux et Alexander Toril, a remporté trois courses consécutives. L'équipe a également gagné au Mans, au Red Bull Ring et au Circuit de Spa-Francorchamps.

## Écuries
Liste des écuries disposant d'au moins un châssis :
- Asian Le Mans Series :
- European Le Mans Series :

- Duqueine Engineering[6]
- DKR Engineering[7]
- Oregon Team[8]
- M.Racing - YMR[9]

- Michelin Le Mans Cup :

- CD Sport[10]
- DKR Engineering[7]
- Lanan Racing[11]

- Masters Endurance Legends:

- AGS Racing

- Championnat VdeV :

- TFT[12]
- DB Autosport

- IMSA Prototype Challenge :

- Forty7 Motorsports[13]
- Kelly Moss Racing[14]